# Louis XVI của Pháp
Louis XVI của Pháp (23 tháng 8 năm 1754 – 21 tháng 1 năm 1793) là quân vương nhà Bourbon, cai trị nước Pháp từ năm 1774 đến 1792, rồi bị xử tử hình năm 1793 trong Cuộc cách mạng Pháp.
Kế vị ông nội, Louis XV bị người dân căm ghét, Louis XVI rất quan tâm đến sự bất bình đang dâng cao của người dân Pháp chống lại nền quân chủ chuyên chế. Ngay từ đầu, nhà vua nỗ lực cải cách vương quốc theo các chuẩn mực của phong trào Khai sáng (chấm dứt nạn tra tấn, bãi bỏ chế độ nông nô, khoan dung đối với người Do Thái và tín hữu Kháng Cách, bỏ thuế đất đánh trên nông dân và dân thường...). Dù vậy, do không đủ quyền lực để áp đặt ý chí chính trị của mình, những cải cách của nhà vua đã sụp đổ trước thái độ thù địch của giới quý tộc. Nỗ lực hiện đại hóa vương triều nước Pháp bị thất bại.
Louis XVI tích cực ủng hộ người Mỹ trong cuộc đấu tranh giành độc lập từ người Anh, là điều họ đạt được qua Hiệp ước Paris năm 1783. Tuy nhiên, chính hình mẫu cuộc Cách mạng Mỹ, cùng cuộc khủng hoảng tài chính theo sau việc nước Pháp dính líu vào cuộc chiến, là hai trong những nguyên nhân khiến bùng nổ cuộc Cách mạng Pháp năm 1789.
Cách mạng Pháp hủy bỏ nền quân chủ chuyên chế và thiết lập nền quân chủ lập hiến vào năm 1791. Dù nhận được sự ủng hộ rộng rãi của dân chúng trong cương vị quốc vương của nền quân chủ lập hiến, chính sự thiếu quyết đoán và quan điểm thủ cựu của Louis XVI đã khiến dân Pháp dần dà thay đổi thái độ, xem nhà vua như là biểu tượng của sự chuyên quyền của chế độ cũ (ancien régime), uy tín của nhà vua suy giảm trầm trọng. Sự kiện nhà vua cùng hoàng tộc đào thoát đến thị trấn Varennes củng cố tin đồn cho rằng nhà vua tìm kiếm sự trợ giúp từ bên ngoài nhằm đảo ngược nội tình nước Pháp. Khi lòng trung thành đối với nhà vua càng bị tổn thương nghiêm trọng thì nỗ lực lật đổ vương quyền để thiết lập một nền cộng hòa càng nhận được nhiều hậu thuẫn.
Louis XVI bị bắt giữ trong cuộc nổi dậy ngày 10 tháng 8 năm 1792, bị xét xử trước Nghị viện, bị kết tội phản quốc, rồi bị xử chém ngày 21 tháng 1 năm 1793 trong tư cách "citoyen Louis Capet" (công dân Capet), ông được gọi theo họ của Huge Capet, người sáng lập triều đại Capet – những người làm cách mạng cho rằng gia tộc Louis mang họ này.
Cùng lúc, ngày 21 tháng 9 năm 1792, nền Cộng hòa Pháp được chính thức công bố, chấm dứt nền quân chủ kéo dài liên tục một ngàn năm tại nước Pháp. Louis XVI là quân vương duy nhất của nước Pháp bị xử tử hình.

## Thiếu thời

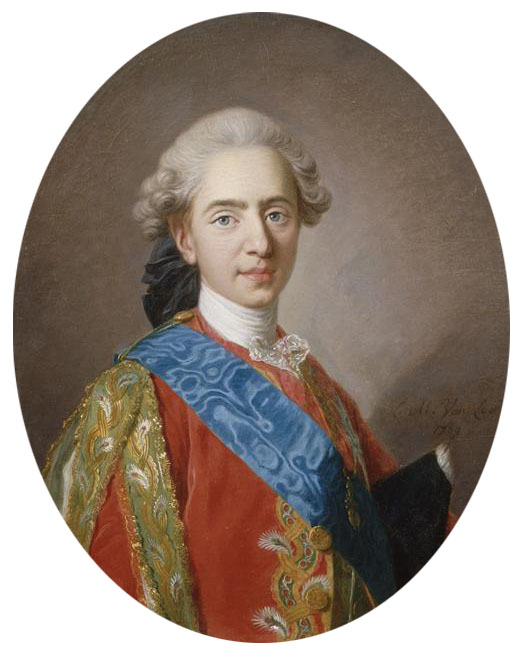
Louis Auguste (1769).

Chào đời ở Điện Versailles, ngay từ lúc mới sinh, Louis Auguste de France được phong tước hiệu Duc de Berry (Công tước xứ Berry). Là con thứ ba trong số bảy người con của Louis, Thái tử nước Pháp, và là cháu nội Louis XV của Pháp. Mẹ của ông là Maria Josepha của Ba Lan, con gái của Augustus III của Ba Lan, Tuyển đế hầu Sachsen.
Cậu bé Louis-Auguste không được cha mẹ quan tâm vì họ kỳ vọng vào người anh trai của cậu, Louis, Công tước xứ Bourgogne, vừa thông minh vừa đẹp trai hơn. Song, Công tước xứ Bourgogne lìa đời năm 1761 khi mới lên chín. Là một cậu bé mạnh mẽ và có sức khỏe tốt dù rất nhút nhát, Louis-Auguste tỏ ra xuất sắc trong học tập và có năng khiếu trong các môn học như tiếng Latin, lịch sử, địa lý, thiên văn học, đồng thời thông thạo tiếng Ý và tiếng Anh.
Cậu thích các hoạt động thể chất như đi săn cùng ông nội, và tham gia những trò chơi rắn với các em trai, Louis-Stanislas Bá tước xứ Provence, và Charles-Philippe Bá tước xứ Artois. Cậu cũng được khuyến khích theo đuổi sở thích chế tạo khóa.
Ngày 20 tháng 12 năm 1765, khi cha qua đời vị bệnh lao phổi, cậu bé Louis-Auguste mười một tuổi trở thành Thái tử nước Pháp. Mẹ cậu, suy sụp sau cái chết của chồng, qua đời ngày 13 tháng 3 năm 1767. Nền giáo dục bảo thủ và nghiêm khắc nhận lãnh từ Công tước xứ Vauguyon từ năm 1760 cho đến khi kết hôn năm 1770 không giúp ích gì nhiều cho Louis-Auguste khi cậu lên ngôi năm 1774 kế vị ông nội, Louis XV. Đó là một hỗn hợp gồm các môn học về tôn giáo, đạo đức, và nhân văn

## Vương quyền chuyên chế, 1774 – 1788

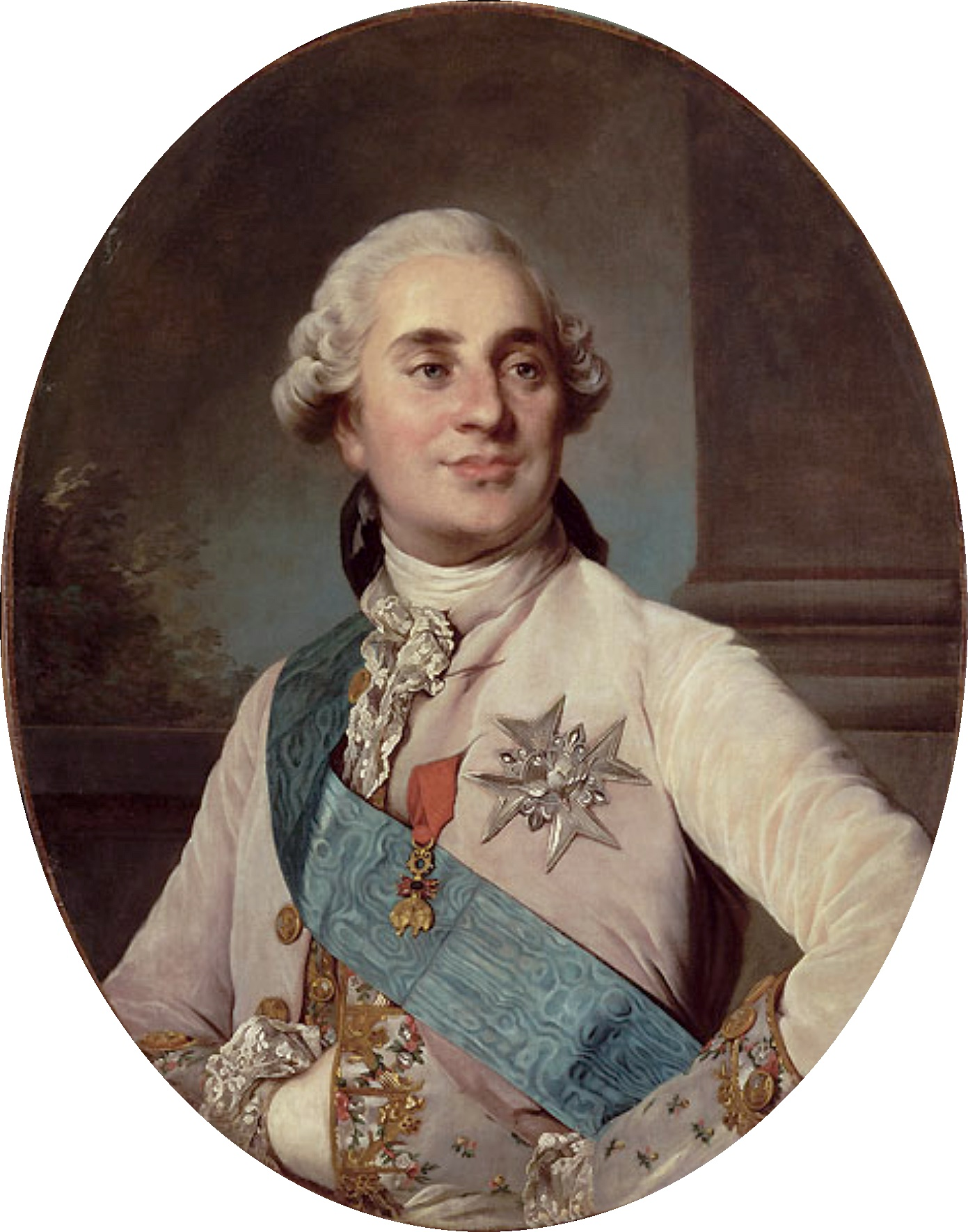
Louis XVI năm 20 tuổi.

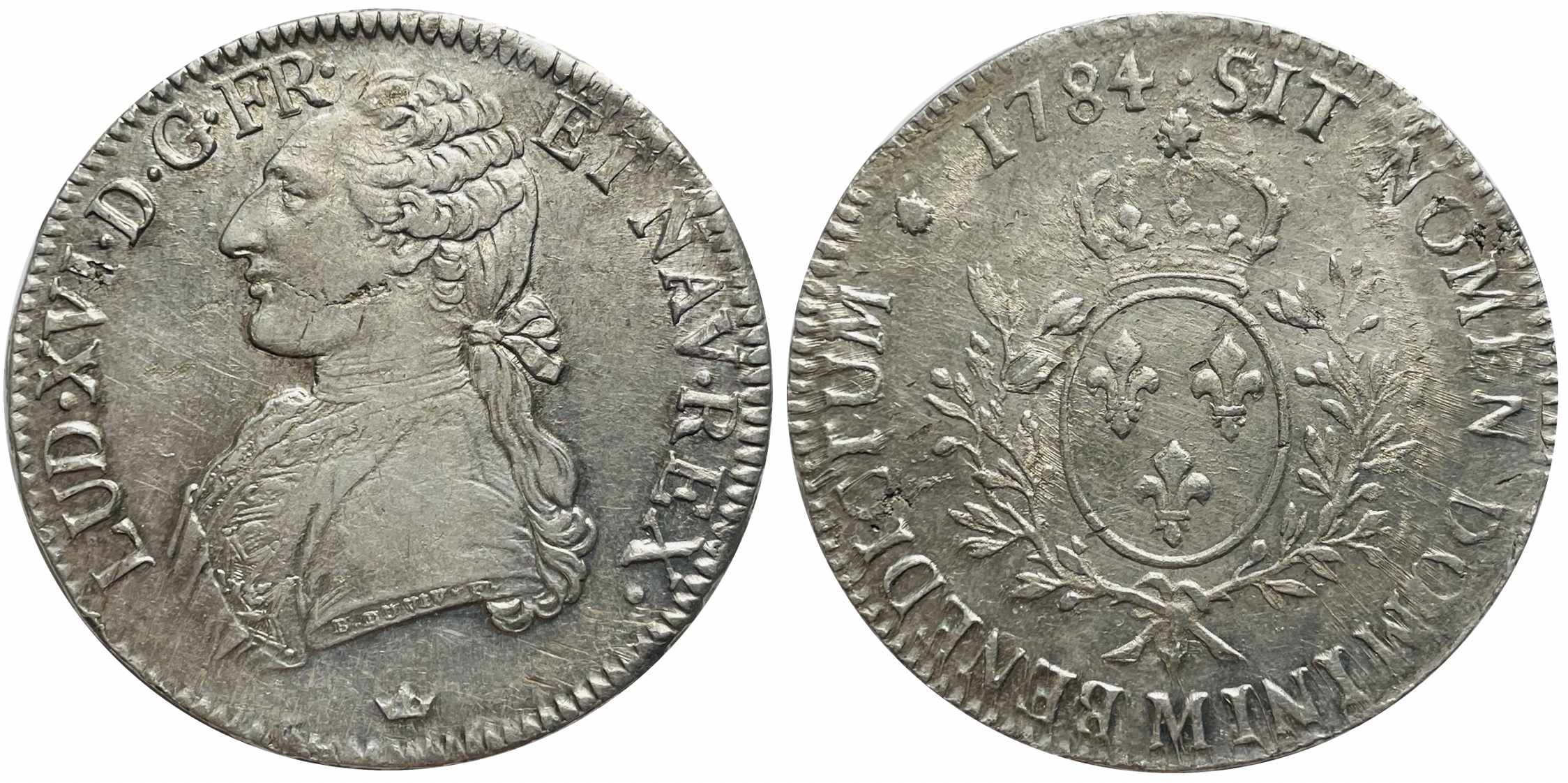
1 ecu bạc của Pháp, mặt trước là chân dung vua Louis XVI, đúc năm 1784

Khi đăng quang năm 1774, nhà vua chưa đủ tuổi 20, phải gánh vác trách nhiệm nặng nề vào lúc chính phủ ngập trong nợ nần trong khi sự bất mãn đối với nền quân chủ "chuyên quyền" đang dâng cao. Louis cũng cảm thấy mình không có đủ phẩm chất của một nhà lãnh đạo.
Louis quan tâm nhiều đến sự đồng nhất tôn giáo và chính sách ngoại giao. Do áp lực từ nhóm Jansen trong Nghị viện, nhà vua quyết định trục xuất Dòng Tên khỏi nước Pháp. Nhà vua cố thu phục lòng dân bằng cách phục hồi quyền lực cho các nghị viện. Không ai có thể nghi ngờ năng lực trí tuệ của Louis, nhưng rõ là nhà vua thiếu sự vững vàng và quyết đoán. Trong nhiều chiếu chỉ, nhà vua thường giải thích thiện ý của mình là chỉ nhằm mang lại ích lợi cho người dân. Khi được hỏi lý do tái triệu tập Nghị viện, Louis nói rằng, "Đây có thể là một động thái chính trị thiếu khôn ngoan, nhưng đối với ta, nó bày tỏ ước muốn được yêu thương." Quyết tâm làm một minh quân, Louis thổ lộ, "cần phải luôn hỏi ý kiến người dân; họ không bao giờ sai."
Một trong số các sự kiện quan trọng xảy ra trong thời trị vì của Louis XVI là việc ban hành Chỉ dụ Versailles, còn gọi là Chỉ dụ Khoan dung vào ngày 7 tháng 11 năm 1787, và trình Nghị viện ngày 29 tháng 1 năm 1788. Chỉ dụ này vô hiệu hóa Chỉ dụ Fontainbleau có hiệu lực kéo dài suốt 102 năm. Chỉ dụ Versaille dành cho người dân không phải Công giáo – gồm có người Kháng Cách Huguenot, Lutheran, và người Do Thái – tư cách dân sự và tư cách pháp lý tại Pháp, cho họ quyền công khai thực hành đức tin. Dù không chính thức công bố quyền tự do tôn giáo tại Pháp - phải đợi thêm hai năm nữa với Déclaration des droits de l'homme et du citoyen (Tuyên ngôn quyền con người và quyền công dân) năm 1789, quyền tự do tín ngưỡng mới được công nhận - Chỉ dụ Versailles được xem là bước tiến quan trọng trong nỗ lực giảm thiểu sự xung đột tôn giáo và chấm dứt sự bách hại tôn giáo trong đất nước dưới quyền cai trị của nhà vua.
Những cải cách triệt để trong lĩnh vực tài chính do Turgot và Malesherbes tiến hành khiến giới quý tộc nổi giận, chúng bị chặn lại tại Nghị viện với lập luận nhà vua không có quyền pháp lý thiết lập các loại thuế mới. Năm 1776, Turgot bị bãi chức, Malesherbes từ chức, và bị thay thế bởi Jacques Necker. Necker ủng hộ cuộc Cách mạng Mỹ, và chủ trương vay tiền nước ngoài thay vì tăng thuế. Năm 1781, ông cố dành thiện cảm của công chúng khi cho công bố tài khoản và các khoản chi phí của hoàng gia, nhờ đó người dân Pháp biết được tài khoản của nhà vua chỉ có sự thặng dư khiêm tốn. Khi chính sách này bị thất bại thảm hại, Louis bãi chức Necker, năm 1783 bổ nhiệm Charles Alexandre de Calonne thay thế Necker, Alexandre de Calonne gia tăng chi tiêu công nhằm cứu các khoản nợ. Lại thêm một thất bại, năm 1787 Louis triệu tập Hội nghị Quý tộc để thảo luận đề án cải cách tài chính do Calonne đệ trình. Khi được nghe thông báo về quy mô của các khoản nợ, họ sửng sốt và bác bỏ đề án.

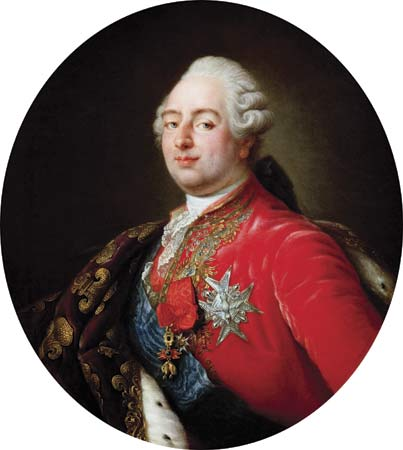
Louis XVI, năm 1786

Khi nhận ra rằng mình đã đánh mất khả năng trị nước trong cương vị một quân vương chuyên chế, nhà vua bị nhấn chìm trong tuyệt vọng. Bị mất quyền lực, nhà vua lại chịu áp lực ngày càng gia tăng đòi triệu tập Hội nghị Quốc dân (États Généraux) vốn đã ngưng hoạt động từ năm 1614 lúc khởi đầu thời trị vì của Louis XIII. Như là nỗ lực cuối cùng nhằm thông qua những cải cách tiền tệ, ngày 8 tháng 8 năm 1788, Louis XVI tuyên bố triệu tập Hội nghị Quốc dân, ấn định ngày khai mạc là 1 tháng 5 năm 1789. Bằng quyết định triệu tập Hôi nghị Quốc dân, cùng những động thái khác trong suốt thời trị vì, Louis đặt thanh danh và uy tín chính trị của mình vào tay những người, không giống nhà vua, hầu như vô cảm đối với nguyện vọng của người dân Pháp.

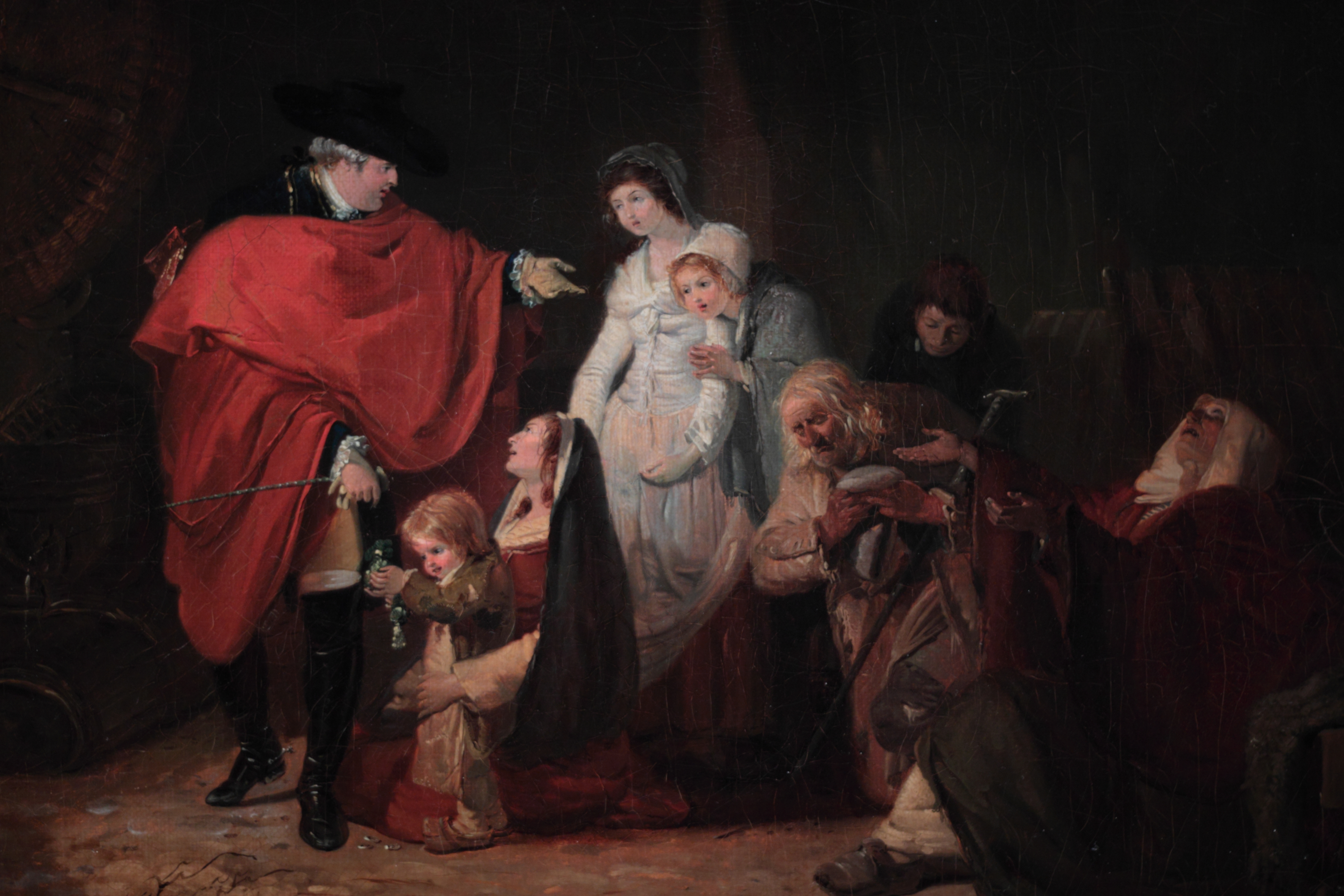
Louis XVI thăm dân, một gia đình gần Versailles, mùa đông năm 1784.

Việc triệu tập Hội nghị là một trong những biến cố khiến tình trạng kinh tế chính trị bất ổn biến thành cuộc cách mạng, khởi đầu từ tháng 6 năm 1789 khi tầng lớp bình dân (Third Estate) trong Hội nghị đơn phương tuyên bố họ là Quốc hội. Tình hình diễn biến phức tạp hơn khi ngày 20 tháng 6, 576 trong số 577 đại biểu thuộc Third Estate tụ họp tại một sân quần vợt trong nhà cùng thề nguyện đoàn kết và đấu tranh cho đến khi hình thành một hiến pháp. Ngày 9 tháng 7, tuyên bố thành lập Quốc hội Lập hiến.
Chỉ trong ba tháng ngắn ngủi, phần lớn quyền lực hành pháp của nhà vua bị chuyển giao cho các đại biểu dân cử. Vụ phá ngục Ba-xti ngày 14 tháng 7 là một sự kiện củng cố và làm nổi bật xu thế đòi hỏi một sự thay đổi triệt để từ trong lòng đại chúng.

## Ngoại giao
Việc nước Pháp tham dự Chiến tranh Bảy năm đã để lại nhiều hệ lụy cho Louis XVI. Chiến thắng của nước Anh giúp họ chiếm giữ phần lớn các lãnh thổ thuộc địa của Pháp. Mặc dù có một số lãnh thổ được trao trả cho Pháp trong năm 1763 theo Hiệp ước Paris, một khu vực rộng lớn ở Bắc Mỹ bị nhượng lại cho Anh.
Giới lãnh đạo nước Pháp tìm cách củng cố quân lực nhằm phục thù người Anh, và hi vọng chiếm lại những khu thuộc địa đã mất. Pháp vẫn còn nhiều ảnh hưởng ở Tây Ấn, và tiếp tục duy trì năm cảng thương mại tại Ấn Độ, do đó họ vẫn còn cơ hội để tranh chấp và phô diễn sức mạnh với Anh Quốc.

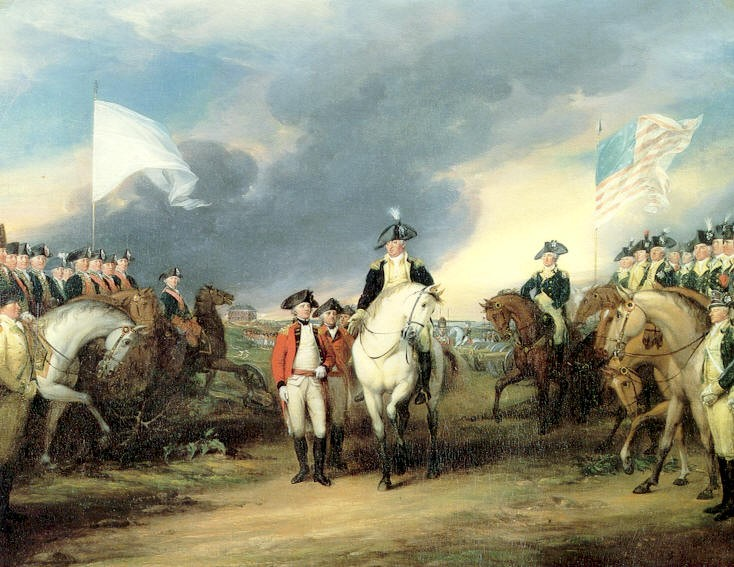
Cornwallis đầu hàng quân Pháp trong trận Yorktown năm 1781

### Cách mạng Mỹ
Mùa xuân năm 1776, Bộ trưởng Ngoại giao Vergennes tìm thấy cơ hội hạ nhục nước Anh, kẻ thù truyền kiếp của nước Pháp, đồng thời thu hồi lãnh thổ đã mất vào tay người Anh trong Chiến tranh Bảy năm, bằng cách ủng hộ cuộc Cách mạng Mỹ. Pierre Beaumarchais thuyết phục nhà vua bí mật tiếp liệu và cung cấp súng đạn cho người Mỹ từ năm 1776, ký Hiệp ước Đồng minh vào đầu năm 1778, và gây chiến với Anh. Tây Ban Nha và Hà Lan cũng gia nhập liên minh chống Anh.
Những trợ giúp ban đầu cho phiến quân Mỹ có kết quả tiêu cực sau những lần thất trận ở Rhode Island và Savannah. Năm 1780, Pháp gởi Rochambeau và de Grass đến giúp người Mỹ, đem theo một lực lượng hùng hậu gồm hải quân và lục quân. Tháng 7 năm 1780, đạo quân viễn chinh Pháp đến Mỹ. Vừa có mặt ở vùng biển Caribbean, hạm đội Pháp chiếm giữ các đảo nhỏ như Tobago và Grenada. Sự can thiệp của Pháp là yếu tố quyết định buộc quân đội Anh dưới quyền chỉ huy của Lord Cornwallis đầu hàng trong trận Yorktown năm 1781.
Sau khi người Mỹ giành độc lập, bộ chiến tranh bắt tay tái cấu trúc quân lực Pháp. Tuy nhiên, năm 1782, người Anh đánh bại hạm đội chính của Pháp và bảo vệ được đảo Jamaica. Louis hết sức thất vọng vì không thể thu hồi Canada từ tay người Anh. Chiến tranh ngốn hết 1 066 triệu livre vay nợ với lãi suất cao (trong khi không được thêm các loại thuế mới). Necker che giấu công chúng cuộc khủng hoảng tài chính bằng cách giải thích lợi tức bình thường vẫn cao hơn chi phí bình thường mà không đề cập gì đến những khoản nợ. Sau khi Necker bị buộc phải từ chức năm 1781, các khoản thuế mới bắt đầu được áp dụng.

### Ấn Độ
Louis XVI cũng muốn trục xuất người Anh khỏi Ấn Độ. Năm 1782, Louis XVI liên minh với Peshwa Madhu Rao Narayan. Bussy điều động binh lính đến Île de France (Mauritius) củng cố sức mạnh của Pháp tại Ấn Độ trong năm 1783.
Suffren trở nên đồng minh của Hyder Ali trong cuộc chiến chống sự cai trị của Anh tại Ấn Độ, năm 1782 – 1783, ông tiến đánh hạm đội Anh dọc theo bờ biển Ấn và Tích Lan.

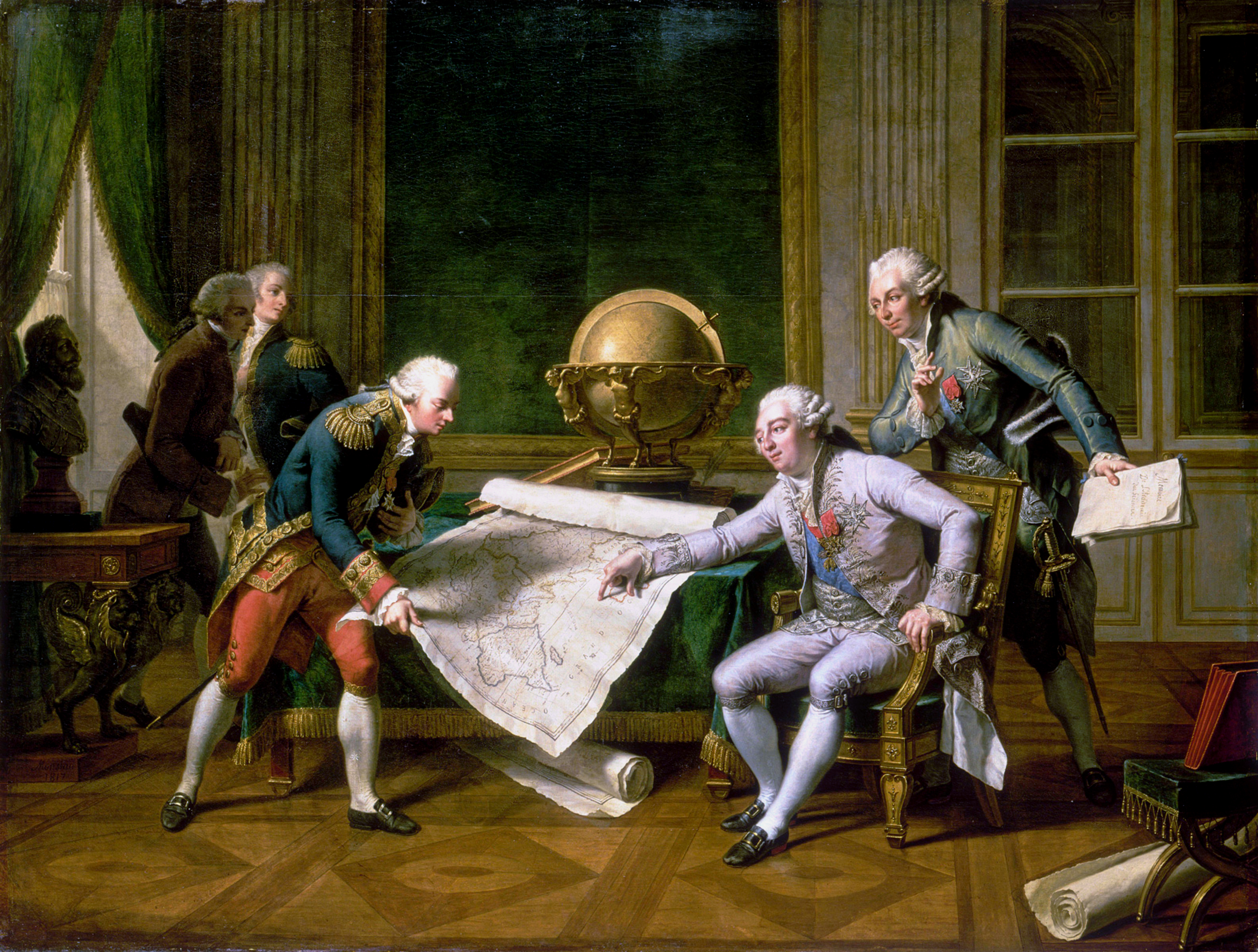
Louis XVI ban huấn thị cho La Pérouse

### Đông Dương
Pháp bắt đầu can thiệp vào Đại Việt (Việt Nam ngày nay) sau khi Pigneau de Behaine vận động xin trợ giúp quân sự cho chúa Nguyễn Ánh đánh nhà Tây Sơn. Hiệp ước Versailles năm 1787 được ký kết. Khi chế độ bị lâm vào tình cảnh ngặt nghèo, Pháp không thể thực thi hiệp ước thì Pigneau de Behaine vẫn kiên định trong nỗ lực hỗ trợ cho Nguyễn Ánh nhờ sự ủng hộ của những thương nhân người Pháp, chiêu mộ một lực lượng gồm binh sĩ và sĩ quan Pháp đóng góp cho công cuộc hiện đại hóa đạo quân của chúa Nguyễn, đây là một trong những nhân tố dẫn đến chiến thắng của Nguyễn Ánh đánh bại Tây Sơn, thống nhất Đại Việt trong năm 1802.

### Thám hiểm thế giới
Louis XVI khuyến khích các cuộc thám hiểm. Năm 1785, nhà vua cử La Pérouse dẫn đầu một đội tàu buồm thám hiểm vòng quanh thế giới.

## Cách mạng: 1789 – 1792

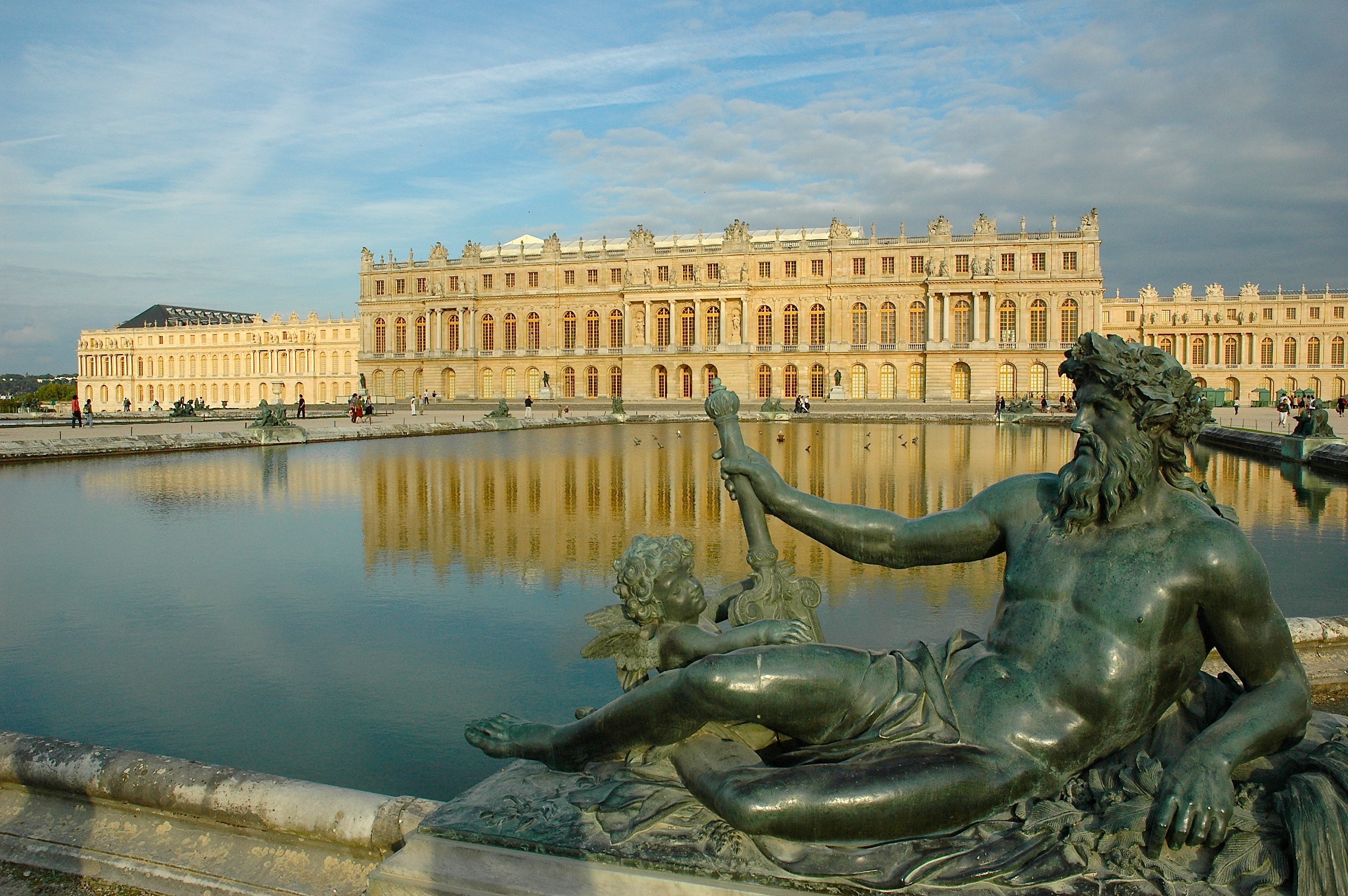
Lâu đài Versailles

Ngày 5 tháng 10 năm 1789, đám đông nữ công nhân người Paris giận dữ cùng nhau kéo đến Lâu đài Versailles, nơi ở của hoàng gia. Ngay trong đêm, họ đột nhập vào lâu đài và tìm giết hoàng hậu, người mà họ cho là theo đuổi nếp sống phù phiếm biểu trưng cho những điều đáng ghê tởm thuộc ancien régime (chế độ cũ). Sau khi tình hình trở nên lắng dịu, nhà vua và gia đình được đám đông mang đến Điện Tulerie với lý do là nhà vua cần tỏ ra có trách nhiệm với người dân bằng cách sống giữa họ. Lúc đầu, sau khi dời về Paris, nhà vua vẫn giữ được thiện cảm của người dân bằng cách chấp nhận những cải cách kinh tế, chính trị, và xã hội do phe cách mạng đề xuất.
Nguyên tắc của cuộc cách mạng là cắt đứt hoàn toàn với nền quân chủ chuyên chế vốn là trọng tâm của chính quyền truyền thống của nước Pháp. Do đó, cuộc cách mạng bị đề kháng tại các vùng nông thôn nước Pháp, và bị tất cả các nước lân bang chống đối. Khi cuộc cách mạng trở nên cực đoan và không ai có thể kiểm soát các đám đông cuồng nhiệt, một vài nhân vật chủ chốt trong giai đoạn hình thành cuộc cách mạng bắt đầu nghi ngờ lợi ích của nó. Honoré Mirabeau bí mật dàn xếp để phục hồi vương quyền theo thể chế lập hiến.
Từ năm 1791, Bộ trưởng Ngoại giao Montmorin khởi sự tổ chức những hoạt động đề kháng ngầm chống lại lực lượng cách mạng. Do đó, ngân sách dành cho la Liste civile do Quốc hội biểu quyết hằng năm dành một khoản chi tiêu bí mật nhằm bảo tồn chế độ quân chủ. Arnault Laporte, người chịu trách nhiệm điều hành la Liste civile, phối hợp với Montmorin và Mirabeau. Sau khi Mirabeau đột ngột qua đời, nhà tài chính Maximilien Radix de Sainte-Foix đảm nhiệm chức trách của Mirabeau. Trong thực tế, ông lãnh đạo một hội đồng tư vấn bí mật cho nhà vua trong nỗ lực duy trì thể chế quân chủ. Về sau, khi bại lộ người ta gọi nó là vụ tai tiếng armoire de fer.
Cái chết của Mirabeau cùng tính thiếu quyết đoán của Louis đã tác hại đáng kể đến những cuộc thương thảo giữa hoàng gia với các nhà chính trị. Một mặt, Louis không chấp nhận các hành động phản kháng như hai em của ông, Bá tước xứ Provence và Bá tước xứ Artois, nhà vua liên tục yêu cầu họ dừng tiến hành những cuộc đảo chính. Mặt khác, Louis tỏ ra ác cảm với chính phủ dân chủ do những hành động tiêu cực đối với vai trò truyền thống của vương quyền cùng với cách xử sự của họ đối với ông và gia đình. Nhà vua bực tức vì bị cầm giữ như tù nhân trong điện Tuileries còn hoàng hậu bị buộc phải để lính cách mạng vào canh gác trong phòng ngủ của bà. Ông cũng bị chế độ mới không cho phép chọn lựa linh mục để xưng tội mà cử đến những "linh mục công dân" thề trung thành với quốc gia chứ không phải với Giáo hội Công giáo Rô-ma.

### Đào thoát đến Varennes (1791)

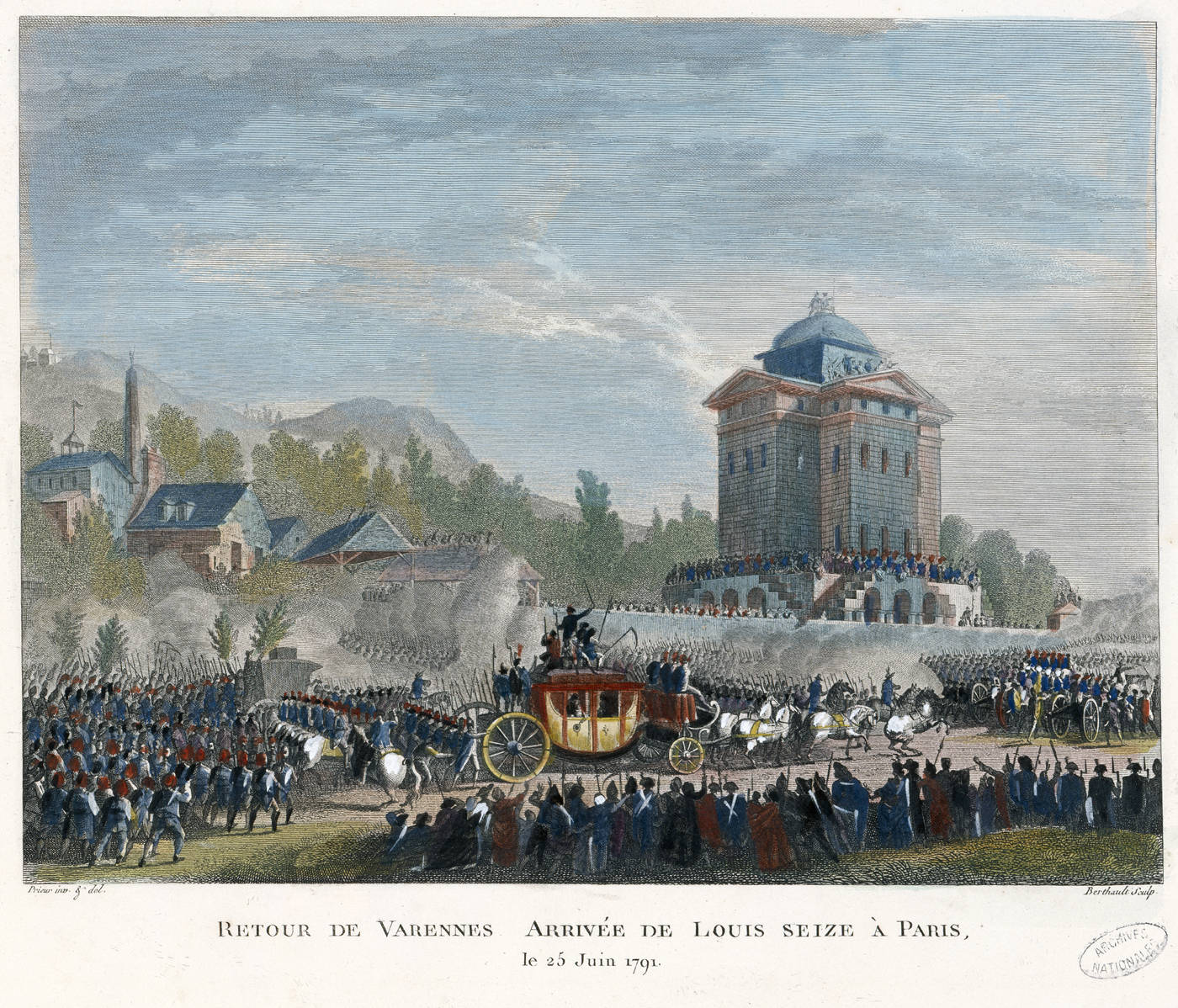
Vương thất bị đưa về Paris

Ngày 21 tháng 6 năm 1791, Louis bí mật đưa gia đình rời Paris đến một pháo đài của hoàng gia thuộc thị trấn Montmédy ở biên giới đông bắc nước Pháp, tại đây ông gia nhập nhóm người lưu vong đang ở dưới sự bảo vệ của nước Áo. Trong khi Quốc hội đang soạn thảo bản hiến chương, Louis và Maria Antonia tiến hành kế hoạch riêng của họ. Louis cử Bá tước Breteuil làm đặc sứ toàn quyền để thương thảo với các quốc gia khác nhằm xúc tiến một cuộc đảo chính. Bản thân Louis luôn e dè không muốn phụ thuộc vào sự trợ giúp từ bên ngoài. Giống song thân, Louis nghĩ rằng người Áo dễ phản phúc, còn người Phổ thì quá tham vọng. Khi tình hình ở Paris ngày càng căng thẳng, Louis bị Quốc hội ép phải chấp nhận những biện pháp trái với ý muốn của ông, nhà vua và hoàng hậu bí mật tổ chức một cuộc đào thoát, hi vọng rằng với sự ủng hộ từ nhóm lưu vong cùng sự hỗ trợ từ nước ngoài, họ sẽ chiêu tập quân binh để trở về chiếm lại nước Pháp. Kế hoạch bộc lộ tham vọng chính trị của Louis, nhưng bởi kế hoạch này nhà vua bị kết tội phản quốc. Hoàng gia bị bắt giữ tại Varennes-en-Aragonne sau khi Jean-Baptiste Drouet nhận ra Louis nhờ hình của nhà vua in trên giấy bạc. Louis XVI cùng gia đình bị đem về Paris, và bị quản thúc trước khi về lại điện Tuileries.
Qua phân tích chi tiết, sự thất bại của kế hoạch đào thoát là hậu quả của một loạt những rủi ro, trì hoãn, hiểu lầm, và phán đoán sai Mặt khác, cũng có nguyên nhân từ tính thiếu quyết đoán của nhà vua - nhiều lần dời ngày đào thoát khiến những vấn đề nhỏ ngày càng trở nên trầm trọng. Hơn nữa, nhà vua hoàn toàn không nắm bắt được xu thế chính trị đương thời, nghĩ rằng đó chỉ là một nhóm cực đoan ở Paris đang vận động cho một cuộc cách mạng sẽ bị toàn dân bác bỏ. Louis tưởng rằng nông dân và dân thường vẫn còn yêu vua của họ. Cuộc đào thoát của nhà vua, chỉ trong ngắn hạn, sẽ khiến nước Pháp đau đớn, gây ra một làn sóng thương cảm khiến toàn dân hoang mang và hoảng sợ. Trong khi đó ai cũng biết chiến tranh đang gần kề. Khi thấy rõ nhà vua chống lại cuộc cách mạng, người dân trở nên tức giận mặc dù đến thời điểm ấy họ vẫn biết Louis là một quân vương tốt. Họ cảm thấy bị phản bội. Chủ nghĩa cộng hòa bùng nổ trong các quán cà phê, trở nên triết lý chủ đạo của cuộc cách mạng Pháp ngày càng trở nên cực đoan.

### Ngoại bang can thiệp
Các vương quyền khác ở Châu Âu lo ngại quan sát mọi diễn biến trong nước Pháp, cân nhắc xem có nên ra tay can thiệp, hoặc để ủng hộ Louis hoặc để lợi dụng tình thế hỗn loạn của Pháp. Nhân vật chủ chốt là anh trai của Maria Antonia, Hoàng đế Đế quốc La Mã thánh Leopold II. Lúc đầu, Leopold quan sát cuộc cách mạng cách bình thản, nhưng dần dà ông càng lo ngại hơn khi tình hình diễn biến theo chiều hướng cực đoan mặc dù vẫn nuôi hi vọng sẽ tránh được chiến tranh.
Ngày 27 tháng 8, Leopold và Vua Frederick William II của Phổ, sau khi bàn bạc với những nhà quý tộc Pháp lưu vong, ra Thông cáo Pillnitz, tuyên bố lợi ích của các vương quyền ở châu Âu liên kết với sự an toàn của Louis và gia đình, cảnh cáo sẽ có hậu quả nghiêm trọng nếu bất cứ điều gì xảy ra với họ. Mặc dù Leopold xem thông cáo Pillnitz là một cách bày tỏ sự lo ngại đối với những diễn biến ở Pháp mà không cần viện đến biện pháp quân sự hoặc tài chính để can thiệp, giới lãnh đạo cách mạng tại Paris xem động thái đó là đáng sợ, và là nỗ lực nguy hiểm của ngoại bang nhằm phá hoại chủ quyền nước Pháp.
Ngoài những khác biệt về ý thức hệ giữa Pháp với các vương quyền châu Âu, còn có sự tranh chấp lâu dài về những lãnh thổ của Áo trong vùng Alsace, và sự lo ngại của các thành viên Quốc hội Lập hiến đối với sự kích động của nhóm quý tộc đang sống lưu vong ở Hà Lan thuộc Áo và một số bang ở Đức.

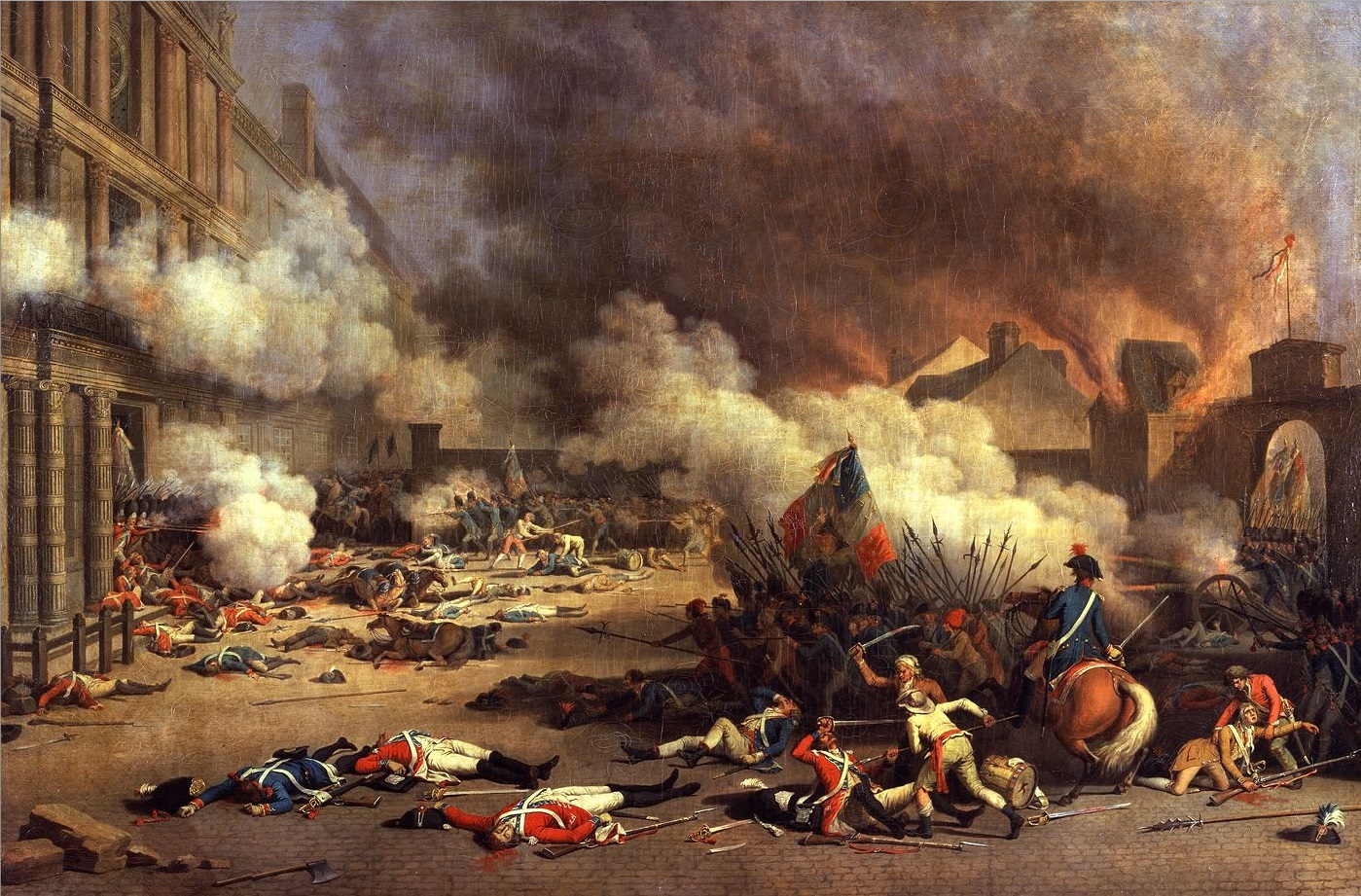
Tấn công Điện Tuileries.

Ngày 20 tháng 4 năm 1792, Nghị viện Lập pháp (thành lập từ 1 tháng 10 năm 1791 đến tháng 9 năm 1792 trong cuộc Cách mạng Pháp, giữ vai trò lập pháp trong giai đoạn chuyển tiếp từ Quốc hội Lập hiến sang Quốc hội Pháp), với sự ủng hộ của Louis, biểu quyết tuyên chiến với Đế quốc La Mã thánh, sau một danh sách dài những bất bình do bộ trưởng ngoại giao Charles François Dumouriez đệ trình. Dumouriez lập tức chuẩn bị chiếm đóng Hà Lan thuộc Áo, ông tin rằng dân chúng ở đó sẽ nổi dậy chống lại sự cai trị của người Áo. Tuy nhiên, đạo quân ô hợp của cuộc cách mạng là không xứng tầm với chiến dịch quân sự. Đã xảy ra những cuộc đào ngũ tập thể ngay khi vừa có tiếng súng.
Trong khi chính quyền cách mạng đang hốt hoảng chiêu tập binh lính cùng tái tổ chức quân đội, đạo quân Phổ dưới quyền chỉ huy của Charles William Ferdinand, Công tước xứ Brunswikc tập trung tại Coblenz. Đến tháng 7, quân của Brunswick dễ dàng chiếm hai pháo đài Longwy và Verdun. Ngày 10 tháng 8, công tước ra một thông báo gọi là Tuyên ngôn Brunswick, do người anh họ đang sống lưu vong của Louis, Hoàng tử Condé, chấp bút, công bố ý định của Áo và Phổ là sẽ phục hồi hoàn toàn vương quyền, xem bất cứ cá nhân hoặc thị trấn nào chống đối họ là phản loạn và sẽ bị xử tử theo quân luật.
Song, Tuyên ngôn Brunswick gây tác dụng ngược, làm suy yếu vị thế của Louis vốn đã mong manh. Nhiều người xem đây là chứng cứ rõ ràng về sự câu kết giữa Louis với các thế lực ngoại bang nhằm chống lại đất nước của ông. Sự giận dữ của dân chúng trở nên sôi sục khi một nhóm dân Paris – với sự hỗ trợ của chính quyền tân lập ở Paris – bao vây Điện Tuileries. Nhà vua và gia đình phải đến lánh nạn ở Nghị viện Lập pháp.

## Bị cầm tù và xử tử, 1792 – 1793

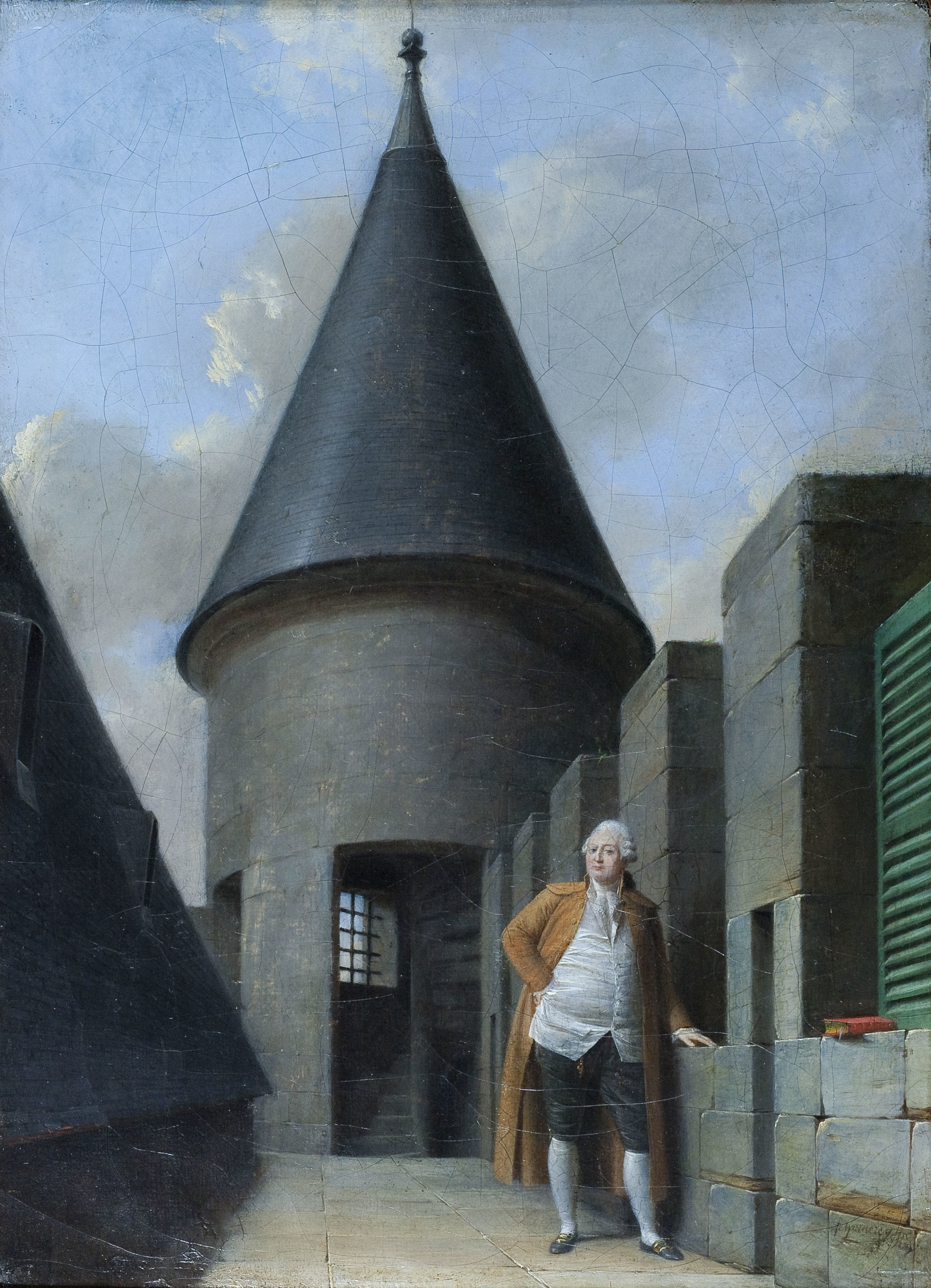
Louis XVI, khi bị giam giữ tại pháo đài Temple

Louis chính thức bị bắt giữ ngày 13 tháng 8 năm 1792, bị đưa đến Temple, một pháo đài cổ ở Paris được trưng dụng làm nhà tù. Ngày 21 tháng 9, Quốc hội tuyên bố bãi bõ chế độ quân chủ, Pháp trở thành nước cộng hòa. Louis bị tước bỏ tất cả danh hiệu và đặc quyền, kể từ ngày ấy ông chỉ được gọi là Công dân Louis Capet.
Cánh Girondin (chủ trương ôn hòa) muốn cầm giữ nhà vua, vừa là con tin vừa là một sự bảo đảm cho tương lai, trong khi những thành viên cực đoan của cuộc cách mạng – nhóm Commune và các viên chức người Paris, được gọi chung là nhóm Montagnard – đòi hành quyết Louis ngay lập tức. Vì cần phải tuân thủ trình tự pháp lý dưới một hình thức nào đó, họ biểu quyết đem Louis ra xét xử trước Đại hội Quốc dân, một tổ chức bao gồm các đại biểu của nhân dân. Dưới nhiều góc độ, vụ án là biểu trưng của một phiên tòa cách mạng. Michelet lập luận rằng cái chết của cựu vương sẽ khiến mọi người chấp nhận bạo lực là công cụ xây dựng hạnh phúc. Ông nói, "Nếu chúng ta chấp nhận tiền đề một người có thể bị hi sinh để nhiều người được sung sướng, thì có thể nói rằng hai hoặc ba người hoặc nhiều hơn nữa cũng có thể bị hi sinh để mang lại hạnh phúc cho nhiều người. Dần dà, chúng ta sẽ thấy hợp lý để hi sinh nhiều người hầu cho nhiều người khác sung sướng, rồi chúng ta sẽ nghĩ rằng đó là điều ích lợi."
Tháng 11 năm 1792, Điện Tuileries xảy ra sự kiện L'armoire de fer. Người ta tin rằng có một chỗ bí mật trong khu vực hoàng gia để cất giấu những tài liệu mật. Bộ trưởng Nội vụ thuộc cánh Girodin, Jean-Marie Roland, tiết lộ tin này. Vụ tai tiếng khiến uy tín nhà vua càng sút giảm.
Ngày 11 tháng 12, người ta đem nhà vua bị phế truất ngang qua những đám đông im lặng trên đường phố đến nhà tù Temple để đứng trước Đại hội Quốc dân nghe đọc cáo trạng về tội phản quốc và tội ác chống lại Nhà nước. Ngày 26 tháng 12, luật sư của nhà vua, Raymond de Sèze, công bố phản ứng của nhà vua đối với cáo trạng. 

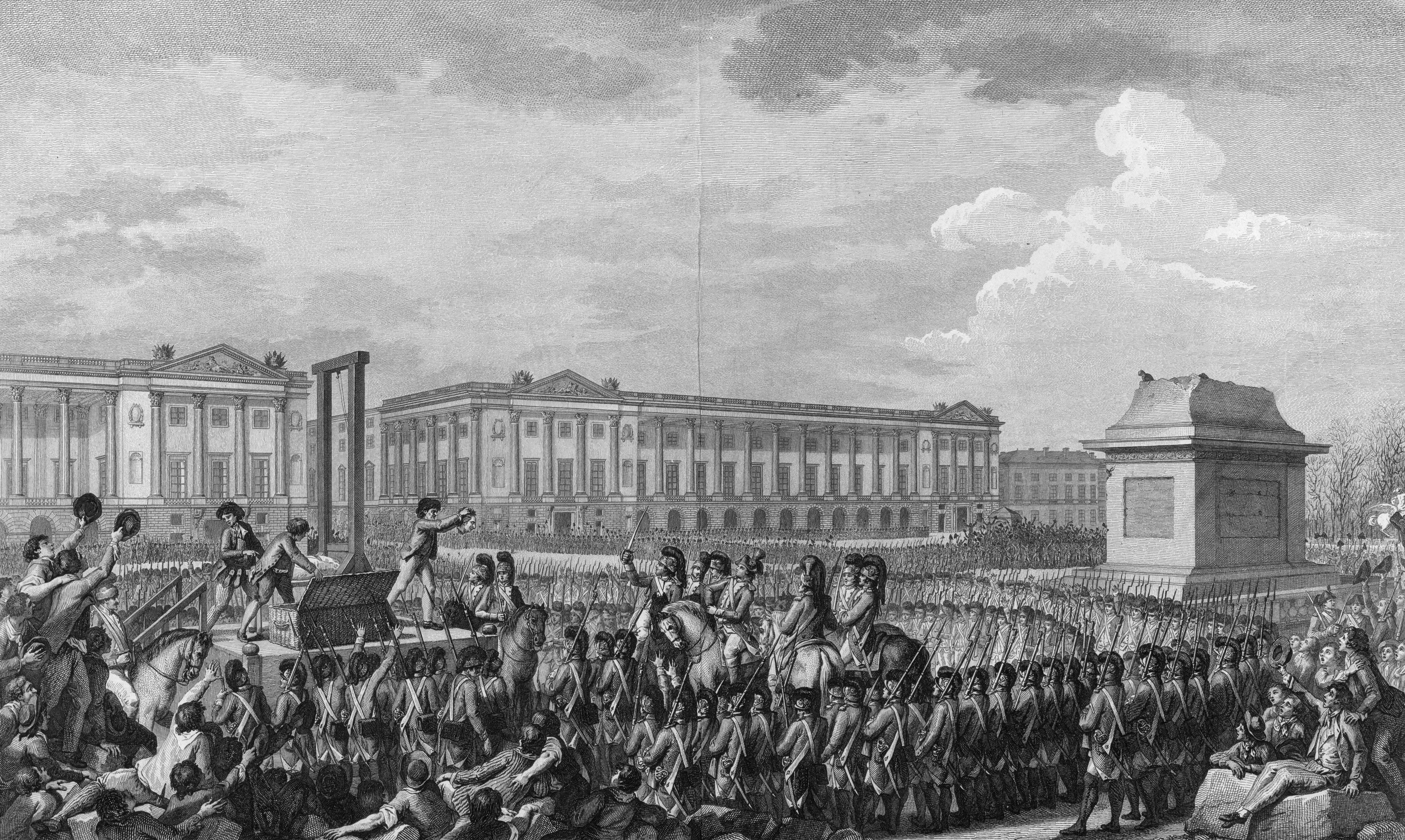
Louis XVI bị hành hình tại Quảng trường Cách mạng

Ngày 15 tháng 1 năm 1793, Đại hội Quốc dân gồm 721 đại biểu bỏ phiếu. Với bằng chứng rõ ràng về việc Louis thông đồng với quân xâm lược, kết quả cuộc biểu quyết là 693 phiếu kết tội và 23 phiếu trắng. Trong cuộc biểu quyết diễn ra ngày hôm sau quyết định số phận cựu vương, có 288 đại biểu không đồng ý án tử hình nhưng ủng hộ biện pháp giam cầm hoặc cho sống lưu vong, có 72 đại biểu ủng hộ án tử hình nhưng hoãn việc thi hành án, và 361 đại biểu đòi hành quyết Louis ngay lập tức. Philippe Égalité, cựu Công tước xứ Orléans, cha của Vua Louis-Philippe tương lai và là anh họ của Vua Louis, bỏ phiếu đòi xử tử cựu vương, đã gây ra nhiều cay đắng trong hoàng tộc Pháp.
Ngày kế tiếp, trong khi 310 đại biểu xin khoan hồng thì có đến 380 phiếu đòi hành quyết Louis. Và đó là quyết định sau cùng. Thứ Hai, ngày 21 tháng 1 năm 1793, Louis bị đưa lên máy chém tại Quảng trường Cách mạng (nay là Quảng trường Concorde). Đao phủ Charles Henri Sanson làm chứng rằng cựu vương can đảm khi đối diện với cái chết.
Khi bước lên đoạn đầu đài, Louis tỏ ra nhẫn nhục trong phẩm giá. Ông chỉ nói ngắn gọn khẳng định mình vô tội ("Tôi tha thứ cho những ai gây ra điều bất hạnh này của tôi..."), tuyên bố rằng ông sẵn lòng chết và cầu nguyện cho người dân Pháp được tránh khỏi số phận tương tự. Nhiều người kể lại rằng có lẽ Louis XVI muốn nói thêm nữa, nhưng Antoine-Joseph Santerre, chỉ huy đội Vệ binh Quốc gia, ra lệnh nổi trống để cắt lời của tử tội. Một số nhân chứng thuật lại rằng sau nhát chém đầu tiên, đầu của Louis vẫn chưa rời khỏi cổ. Nhiều người từ trong đám đông chạy đến nhúng khăn tay của mình vào dòng máu của Louis đang chảy tràn xuống đất.

## Gia đình

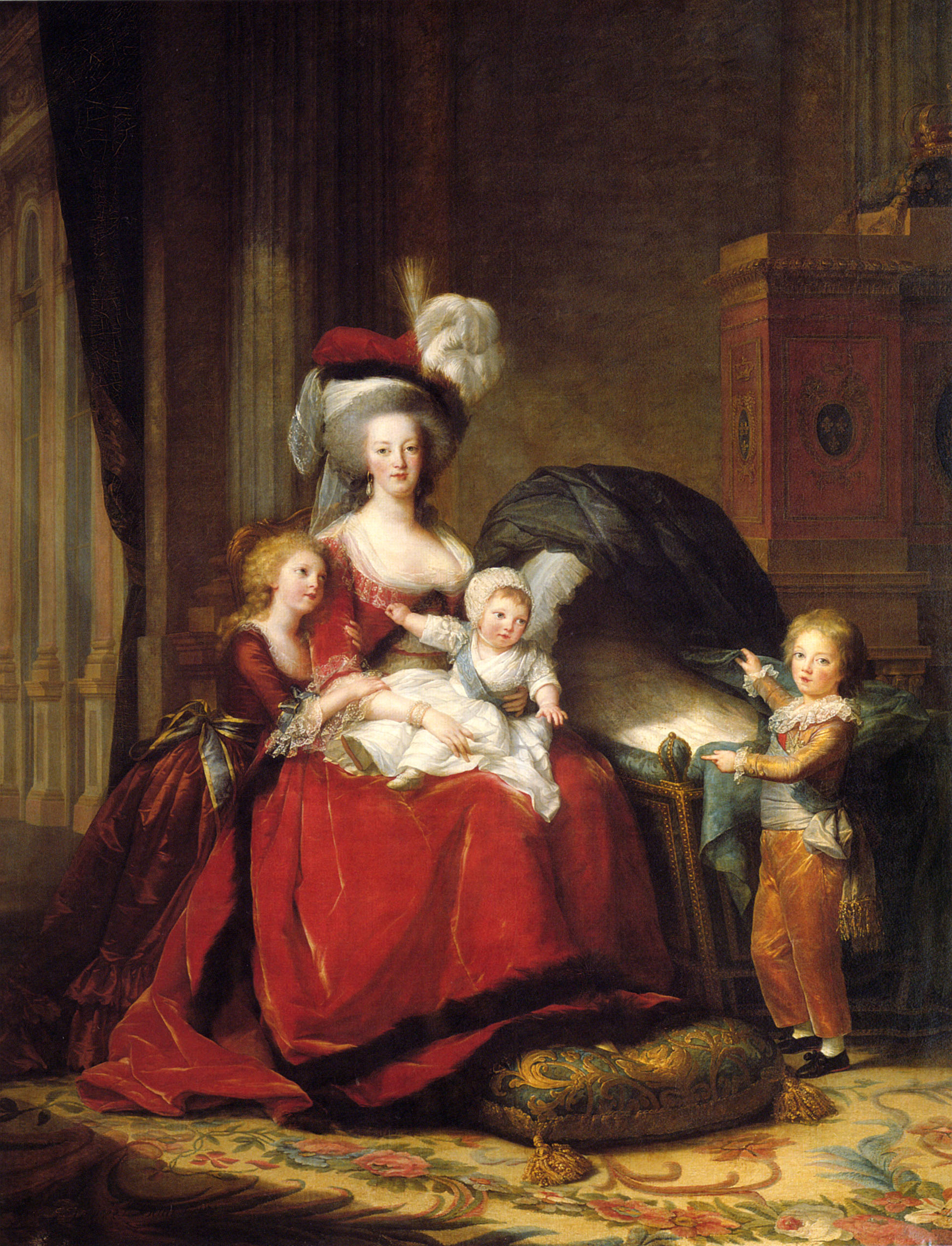
Maria Antonia của Áo với các con

Ngày 16 tháng 5 năm 1770, Louis-Auguste, mười lăm tuổi, kết hôn với một cô bé mười bốn tuổi, Nữ Đại vương công nhà Hasburg Maria Antonia (được biết nhiều hơn với tên tiếng Pháp Marie Antoinette), con gái út của Hoàng đế La Mã thánh Franz I với Hoàng hậu Maria Theresia.
Dân chúng Pháp không mấy thiện cảm với cuộc hôn nhân này. Liên minh với Áo đã đẩy nước Pháp vào một cuộc chiến thảm khốc (Chiến tranh Bảy năm) khiến Pháp bị Anh đánh bại, cả ở châu Âu lẫn Bắc Mỹ. Tại nước Pháp, Maria Antonia bị xem là vị khách không mời. Bà còn được người ta gọi là L'Autrichienne (Mụ người Áo). Về sau, khi sắp bùng nổ cách mạng, biệt danh L'Autrichienne bị đổi thành L'Autruchienne, một cách chơi chữ ghép hai từ "Autruche" (con đà điểu) và "Chienne" (chó cái trong tiếng Pháp).
Một mặt, do tính nhút nhát của Louis-Auguste mà mối quan hệ của cặp vợ chồng trẻ này còn có nhiều khoảng cách; mặt khác, do e sợ bị Maria Antonia tạo ảnh hưởng có lợi cho Đế quốc La Mã thánh mà Louis-Auguste tỏ vẻ lạnh lùng đối với vợ khi xuất hiện trước công chúng. Một thời gian dài không có con khiến cuộc hôn nhân của họ trở nên căng thẳng.
Sau cùng, mặc dù nhiều khó khăn lúc ban đầu, cặp đôi vương tộc này cũng trở thành bố mẹ của bốn đứa con:
- Marie-Thérèse Charlotte (19 tháng 12 năm 1778 – 19 tháng 10 năm 1851)
- Louis-Joseph-Xavier-Francois, thái tử (22 tháng 10 năm 1781 – 4 tháng 6 năm 1789)
- Louis-Charles (sau này là Louis XVII, vua trên danh nghĩa của nước Pháp, 27 tháng 3 năm 1785 – 8 tháng 6 năm 1795)
- Sophie Hélène Béatrice, chết khi còn bé (9 tháng 7 năm 1786 – 19 tháng 6 năm 1787)

## Di sản

Huy hiệu của Louis XVI

Sử gia thế kỷ 19 Jules Michelet tin rằng sự phục hồi nền quân chủ Pháp xuất phát từ sự đồng cảm đã nảy sinh trong lòng dân chúng từ khi Louis XVI bị hành quyết. Trong quyển Histoire de la Révolution Française của Michelet và nhất là quyển Histoire des Girondins của Alphonse de Lamartine có thể tìm thấy những tình cảm trỗi dậy từ vụ giết vua xảy ra trong cuộc cách mạng. Dù bất đồng quan điểm, cả hai tác giả đồng ý với nhau rằng sau khi đánh đổ nền quân chủ trong năm 1792, người ta không nên tiếp tục tìm giết nhiều người thuộc hoàng tộc như thế. Sự tàn nhẫn trong thời điểm ấy được cho là do tính bạo lực cách mạng bị đẩy đến độ cực đoan cũng như do sự phân hóa trầm trọng giữa người dân Pháp. Nhà văn thế kỷ 20 Albert Camus tin rằng sự hành quyết Louis đánh dấu sự chấm dứt vị trí của Thiên Chúa trong lịch sử, và đó là điều đáng than khóc. Theo triết gia thế kỷ 20, Jean-François Lyotard, hành động giết vua là điểm khởi đầu của tất cả tư duy Pháp, ghi dấu rằng thời kỳ hiện đại của nước Pháp khởi đầu bằng một tội ác.
Con gái của Louis, Marie-Thérèse Charlotte, về sau là Công tước phu nhân xứ Angoulême, sống sót sau cuộc cách mạng, tích cực vận động Rô-ma phong thánh cho cha của bà. Năm 1793, Louis được Giáo hoàng Pius VI miêu tả như là một người tử đạo. Tuy nhiên, đến năm 1820, Bộ Giáo nghi ở Rô-ma cho biết không thể chứng minh Louis đã bị hành quyết vì lý do tôn giáo, chấm dứt mọi hi vọng phong thánh cho cựu vương.

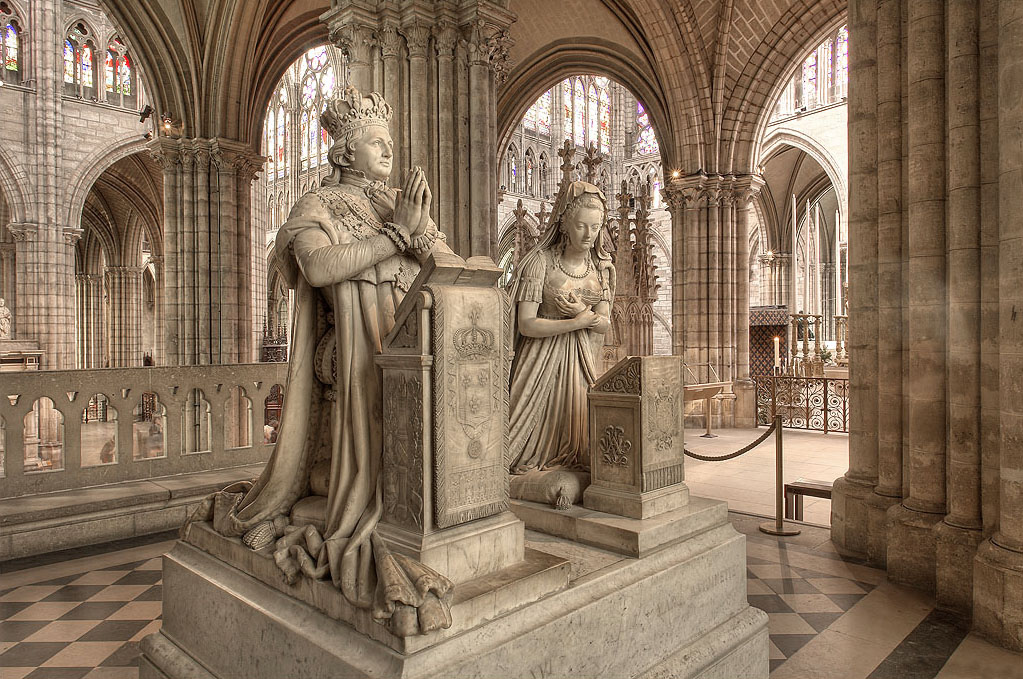
Tượng Louis XVI và Maria Antonia của Áo trong Nhà thờ Saint-Denis

Năm 1816, Luigi Cherubini viết Requiem in C minor để tưởng niệm Louis XVI.
Louisville, thành phố lớn nhất tiểu bang Kentucky, Hoa Kỳ, mang tên của Louis. Năm 1780, Nghị viện bang Virginia đặt tên cho thành phố này để vinh danh Louis do nhà vua gởi quân đến giúp người Mỹ trong cuộc cách mạng (vào thời điểm ấy, Kentucky là một phần của Commonwealth of Virginia. Mãi đến năm 1792, Kentucky mới trở thành tiểu bang thứ 15 của Hoa Kỳ).
Trên lãnh thổ Hoa Kỳ, còn có nhiều địa danh khác mang tên "Louisville" ở các tiểu bang: Alabama, Colorado, Gruzia, Illinois, Kansas, Nebraska, New York, Ohio, Tennessee.

### Điện ảnh
Nhân vật Louis XVI xuất hiện trong nhiều xuất phẩm điện ảnh. Trong Marie Antoinette (1938) với Robert Morley; trong Révolution française (1989) với Jean-François Balmer; trong Marie Antoinette (2006) với Jason Schwartzman. Jacques Morel đã thể hiện Louis như một ông vua ngớ ngẩn trong phim Marie-Antoinette reine de France (1956), trong khi Hugh Griffith miêu tả Louis như là một ông chồng bị cắm sừng trong Lady Oscar.

## Phổ hệ
| \| \| \| \| \| \| \| \| \| \| \| \| \| \| \| \| \| \| \| \| 16. Louis của Pháp \| \| \| \| \| \| \| \| \| \| \| \| \| \| \| \| \| \| \| \| \| \| \| \| \| \| \| \| \| \| \| \| \| \| \| \| \| \| \| \| \| \| \| \| \| \| \| \| \| \| \| \| \| \| 8. Louis của Pháp \| \| \| \| \| \| \| \| \| \| \| \| \| \| \| \| \| \| \| \| \| \| \| \| \| \| \| \| \| \| \| \| \| \| \| \| \| \| \| \| \| \| \| \| \| \| \| \| \| \| \| \| \| \| 17. Maria Anna Victoria xứ Bayern \| \| \| \| \| \| \| \| \| \| \| \| \| \| \| \| \| \| \| \| \| \| \| \| \| \| \| \| \| \| \| \| \| \| \| \| \| \| \| \| \| \| \| \| \| \| \| \| \| \| \| \| \| \| 4. Louis XV của Pháp \| \| \| \| \| \| \| \| \| \| \| \| \| \| \| \| \| \| \| \| \| \| \| \| \| \| \| \| \| \| \| \| \| \| \| \| \| \| \| \| \| \| \| \| \| \| \| \| \| \| \| \| \| \| 18. Vittorio Amadeo II của Sardegna \| \| \| \| \| \| \| \| \| \| \| \| \| \| \| \| \| \| \| \| \| \| \| \| \| \| \| \| \| \| \| \| \| \| \| \| \| \| \| \| \| \| \| \| \| \| \| \| \| \| \| \| \| \| 9. Maria Adelaide của Savoia \| \| \| \| \| \| \| \| \| \| \| \| \| \| \| \| \| \| \| \| \| \| \| \| \| \| \| \| \| \| \| \| \| \| \| \| \| \| \| \| \| \| \| \| \| \| \| \| \| \| \| \| \| \| 19. Anne Marie của Orléans \| \| \| \| \| \| \| \| \| \| \| \| \| \| \| \| \| \| \| \| \| \| \| \| \| \| \| \| \| \| \| \| \| \| \| \| \| \| \| \| \| \| \| \| \| \| \| \| \| \| \| \| \| \| 2. Louis Ferdinand của Pháp \| \| \| \| \| \| \| \| \| \| \| \| \| \| \| \| \| \| \| \| \| \| \| \| \| \| \| \| \| \| \| \| \| \| \| \| \| \| \| \| \| \| \| \| \| \| \| \| \| \| \| \| \| \| 20. Rafał Leszczyński \| \| \| \| \| \| \| \| \| \| \| \| \| \| \| \| \| \| \| \| \| \| \| \| \| \| \| \| \| \| \| \| \| \| \| \| \| \| \| \| \| \| \| \| \| \| \| \| \| \| \| \| \| \| 10. Stanisław Leszczyński \| \| \| \| \| \| \| \| \| \| \| \| \| \| \| \| \| \| \| \| \| \| \| \| \| \| \| \| \| \| \| \| \| \| \| \| \| \| \| \| \| \| \| \| \| \| \| \| \| \| \| \| \| \| 21. Anna Jabłonowska \| \| \| \| \| \| \| \| \| \| \| \| \| \| \| \| \| \| \| \| \| \| \| \| \| \| \| \| \| \| \| \| \| \| \| \| \| \| \| \| \| \| \| \| \| \| \| \| \| \| \| \| \| \| 5. Maria Leszczyńska của Ba Lan \| \| \| \| \| \| \| \| \| \| \| \| \| \| \| \| \| \| \| \| \| \| \| \| \| \| \| \| \| \| \| \| \| \| \| \| \| \| \| \| \| \| \| \| \| \| \| \| \| \| \| \| \| \| 22. Jan Karol Opaliński \| \| \| \| \| \| \| \| \| \| \| \| \| \| \| \| \| \| \| \| \| \| \| \| \| \| \| \| \| \| \| \| \| \| \| \| \| \| \| \| \| \| \| \| \| \| \| \| \| \| \| \| \| \| 11. Katarzyna Opalińska \| \| \| \| \| \| \| \| \| \| \| \| \| \| \| \| \| \| \| \| \| \| \| \| \| \| \| \| \| \| \| \| \| \| \| \| \| \| \| \| \| \| \| \| \| \| \| \| \| \| \| \| \| \| 23. Zofia Czarnkowska Opalińska \| \| \| \| \| \| \| \| \| \| \| \| \| \| \| \| \| \| \| \| \| \| \| \| \| \| \| \| \| \| \| \| \| \| \| \| \| \| \| \| \| \| \| \| \| \| \| \| \| \| \| \| \| \| 1. Louis XVI của Pháp \| \| \| \| \| \| \| \| \| \| \| \| \| \| \| \| \| \| \| \| \| \| \| \| \| \| \| \| \| \| \| \| \| \| \| \| \| \| \| \| \| \| \| \| \| \| \| \| \| \| \| \| \| \| 24. John George III, Elector of Saxony \| \| \| \| \| \| \| \| \| \| \| \| \| \| \| \| \| \| \| \| \| \| \| \| \| \| \| \| \| \| \| \| \| \| \| \| \| \| \| \| \| \| \| \| \| \| \| \| \| \| \| \| \| \| 12. August II của Ba Lan \| \| \| \| \| \| \| \| \| \| \| \| \| \| \| \| \| \| \| \| \| \| \| \| \| \| \| \| \| \| \| \| \| \| \| \| \| \| \| \| \| \| \| \| \| \| \| \| \| \| \| \| \| \| 25. Anne Sophie của Đan Mạch \| \| \| \| \| \| \| \| \| \| \| \| \| \| \| \| \| \| \| \| \| \| \| \| \| \| \| \| \| \| \| \| \| \| \| \| \| \| \| \| \| \| \| \| \| \| \| \| \| \| \| \| \| \| 6. August III của Ba Lan \| \| \| \| \| \| \| \| \| \| \| \| \| \| \| \| \| \| \| \| \| \| \| \| \| \| \| \| \| \| \| \| \| \| \| \| \| \| \| \| \| \| \| \| \| \| \| \| \| \| \| \| \| \| 26. Christian Ernst, Margrave of Brandenburg-Bayreuth \| \| \| \| \| \| \| \| \| \| \| \| \| \| \| \| \| \| \| \| \| \| \| \| \| \| \| \| \| \| \| \| \| \| \| \| \| \| \| \| \| \| \| \| \| \| \| \| \| \| \| \| \| \| 13. Christiane Eberhardine of Brandenburg-Bayreuth \| \| \| \| \| \| \| \| \| \| \| \| \| \| \| \| \| \| \| \| \| \| \| \| \| \| \| \| \| \| \| \| \| \| \| \| \| \| \| \| \| \| \| \| \| \| \| \| \| \| \| \| \| \| 27. Sophie Luise of Württemberg \| \| \| \| \| \| \| \| \| \| \| \| \| \| \| \| \| \| \| \| \| \| \| \| \| \| \| \| \| \| \| \| \| \| \| \| \| \| \| \| \| \| \| \| \| \| \| \| \| \| \| \| \| \| 3. Maria Josepha của Ba Lan \| \| \| \| \| \| \| \| \| \| \| \| \| \| \| \| \| \| \| \| \| \| \| \| \| \| \| \| \| \| \| \| \| \| \| \| \| \| \| \| \| \| \| \| \| \| \| \| \| \| \| \| \| \| 28. Leopold I của Thánh chế La Mã \| \| \| \| \| \| \| \| \| \| \| \| \| \| \| \| \| \| \| \| \| \| \| \| \| \| \| \| \| \| \| \| \| \| \| \| \| \| \| \| \| \| \| \| \| \| \| \| \| \| \| \| \| \| 14. Joseph I của Thánh chế La Mã \| \| \| \| \| \| \| \| \| \| \| \| \| \| \| \| \| \| \| \| \| \| \| \| \| \| \| \| \| \| \| \| \| \| \| \| \| \| \| \| \| \| \| \| \| \| \| \| \| \| \| \| \| \| 29. Eleonore-Magdalena of Neuburg \| \| \| \| \| \| \| \| \| \| \| \| \| \| \| \| \| \| \| \| \| \| \| \| \| \| \| \| \| \| \| \| \| \| \| \| \| \| \| \| \| \| \| \| \| \| \| \| \| \| \| \| \| \| 7. Maria Josepha Benedikta của Áo \| \| \| \| \| \| \| \| \| \| \| \| \| \| \| \| \| \| \| \| \| \| \| \| \| \| \| \| \| \| \| \| \| \| \| \| \| \| \| \| \| \| \| \| \| \| \| \| \| \| \| \| \| \| 30. John Frederick, Duke of Brunswick-Lüneburg \| \| \| \| \| \| \| \| \| \| \| \| \| \| \| \| \| \| \| \| \| \| \| \| \| \| \| \| \| \| \| \| \| \| \| \| \| \| \| \| \| \| \| \| \| \| \| \| \| \| \| \| \| \| 15. Wilhelmina Amalia of Brunswick \| \| \| \| \| \| \| \| \| \| \| \| \| \| \| \| \| \| \| \| \| \| \| \| \| \| \| \| \| \| \| \| \| \| \| \| \| \| \| \| \| \| \| \| \| \| \| \| \| \| \| \| \| \| 31. Benedicta Henrietta of the Palatinate \| \| \| \| \| \| \| \| \| \| \| \| \| \| \| \| \| \| \| \| \| \| \| \| \| \| \| \| \| \| \| \| \| \| \| \| \| \| \| \| \| \| \| \| \| \| \| \| \| \| \| \| |                                                       |  |  |  |  |  |  |  |  |  |  |  |  |  |  |  |
| |                                                       |  |  |  |  |  |  |  |  |  |  |  |  |  |  |  |
| | 16. Louis của Pháp                                    |  |  |  |  |  |  |  |  |  |  |  |  |  |  |  |
| |                                                       |  |  |  |  |  |  |  |  |  |  |  |  |  |  |  |
| |                                                       |  |  |  |  |  |  |  |  |  |  |  |  |  |  |  |
| | 8. Louis của Pháp                                     |  |  |  |  |  |  |  |  |  |  |  |  |  |  |  |
| |                                                       |  |  |  |  |  |  |  |  |  |  |  |  |  |  |  |
| |                                                       |  |  |  |  |  |  |  |  |  |  |  |  |  |  |  |
| | 17. Maria Anna Victoria xứ Bayern                     |  |  |  |  |  |  |  |  |  |  |  |  |  |  |  |
| |                                                       |  |  |  |  |  |  |  |  |  |  |  |  |  |  |  |
| |                                                       |  |  |  |  |  |  |  |  |  |  |  |  |  |  |  |
| | 4. Louis XV của Pháp                                  |  |  |  |  |  |  |  |  |  |  |  |  |  |  |  |
| |                                                       |  |  |  |  |  |  |  |  |  |  |  |  |  |  |  |
| |                                                       |  |  |  |  |  |  |  |  |  |  |  |  |  |  |  |
| | 18. Vittorio Amadeo II của Sardegna                   |  |  |  |  |  |  |  |  |  |  |  |  |  |  |  |
| |                                                       |  |  |  |  |  |  |  |  |  |  |  |  |  |  |  |
| |                                                       |  |  |  |  |  |  |  |  |  |  |  |  |  |  |  |
| | 9. Maria Adelaide của Savoia                          |  |  |  |  |  |  |  |  |  |  |  |  |  |  |  |
| |                                                       |  |  |  |  |  |  |  |  |  |  |  |  |  |  |  |
| |                                                       |  |  |  |  |  |  |  |  |  |  |  |  |  |  |  |
| | 19. Anne Marie của Orléans                            |  |  |  |  |  |  |  |  |  |  |  |  |  |  |  |
| |                                                       |  |  |  |  |  |  |  |  |  |  |  |  |  |  |  |
| |                                                       |  |  |  |  |  |  |  |  |  |  |  |  |  |  |  |
| | 2. Louis Ferdinand của Pháp                           |  |  |  |  |  |  |  |  |  |  |  |  |  |  |  |
| |                                                       |  |  |  |  |  |  |  |  |  |  |  |  |  |  |  |
| |                                                       |  |  |  |  |  |  |  |  |  |  |  |  |  |  |  |
| | 20. Rafał Leszczyński                                 |  |  |  |  |  |  |  |  |  |  |  |  |  |  |  |
| |                                                       |  |  |  |  |  |  |  |  |  |  |  |  |  |  |  |
| |                                                       |  |  |  |  |  |  |  |  |  |  |  |  |  |  |  |
| | 10. Stanisław Leszczyński                             |  |  |  |  |  |  |  |  |  |  |  |  |  |  |  |
| |                                                       |  |  |  |  |  |  |  |  |  |  |  |  |  |  |  |
| |                                                       |  |  |  |  |  |  |  |  |  |  |  |  |  |  |  |
| | 21. Anna Jabłonowska                                  |  |  |  |  |  |  |  |  |  |  |  |  |  |  |  |
| |                                                       |  |  |  |  |  |  |  |  |  |  |  |  |  |  |  |
| |                                                       |  |  |  |  |  |  |  |  |  |  |  |  |  |  |  |
| | 5. Maria Leszczyńska của Ba Lan                       |  |  |  |  |  |  |  |  |  |  |  |  |  |  |  |
| |                                                       |  |  |  |  |  |  |  |  |  |  |  |  |  |  |  |
| |                                                       |  |  |  |  |  |  |  |  |  |  |  |  |  |  |  |
| | 22. Jan Karol Opaliński                               |  |  |  |  |  |  |  |  |  |  |  |  |  |  |  |
| |                                                       |  |  |  |  |  |  |  |  |  |  |  |  |  |  |  |
| |                                                       |  |  |  |  |  |  |  |  |  |  |  |  |  |  |  |
| | 11. Katarzyna Opalińska                               |  |  |  |  |  |  |  |  |  |  |  |  |  |  |  |
| |                                                       |  |  |  |  |  |  |  |  |  |  |  |  |  |  |  |
| |                                                       |  |  |  |  |  |  |  |  |  |  |  |  |  |  |  |
| | 23. Zofia Czarnkowska Opalińska                       |  |  |  |  |  |  |  |  |  |  |  |  |  |  |  |
| |                                                       |  |  |  |  |  |  |  |  |  |  |  |  |  |  |  |
| |                                                       |  |  |  |  |  |  |  |  |  |  |  |  |  |  |  |
| | 1. Louis XVI của Pháp                                 |  |  |  |  |  |  |  |  |  |  |  |  |  |  |  |
| |                                                       |  |  |  |  |  |  |  |  |  |  |  |  |  |  |  |
| |                                                       |  |  |  |  |  |  |  |  |  |  |  |  |  |  |  |
| | 24. John George III, Elector of Saxony                |  |  |  |  |  |  |  |  |  |  |  |  |  |  |  |
| |                                                       |  |  |  |  |  |  |  |  |  |  |  |  |  |  |  |
| |                                                       |  |  |  |  |  |  |  |  |  |  |  |  |  |  |  |
| | 12. August II của Ba Lan                              |  |  |  |  |  |  |  |  |  |  |  |  |  |  |  |
| |                                                       |  |  |  |  |  |  |  |  |  |  |  |  |  |  |  |
| |                                                       |  |  |  |  |  |  |  |  |  |  |  |  |  |  |  |
| | 25. Anne Sophie của Đan Mạch                          |  |  |  |  |  |  |  |  |  |  |  |  |  |  |  |
| |                                                       |  |  |  |  |  |  |  |  |  |  |  |  |  |  |  |
| |                                                       |  |  |  |  |  |  |  |  |  |  |  |  |  |  |  |
| | 6. August III của Ba Lan                              |  |  |  |  |  |  |  |  |  |  |  |  |  |  |  |
| |                                                       |  |  |  |  |  |  |  |  |  |  |  |  |  |  |  |
| |                                                       |  |  |  |  |  |  |  |  |  |  |  |  |  |  |  |
| | 26. Christian Ernst, Margrave of Brandenburg-Bayreuth |  |  |  |  |  |  |  |  |  |  |  |  |  |  |  |
| |                                                       |  |  |  |  |  |  |  |  |  |  |  |  |  |  |  |
| |                                                       |  |  |  |  |  |  |  |  |  |  |  |  |  |  |  |
| | 13. Christiane Eberhardine of Brandenburg-Bayreuth    |  |  |  |  |  |  |  |  |  |  |  |  |  |  |  |
| |                                                       |  |  |  |  |  |  |  |  |  |  |  |  |  |  |  |
| |                                                       |  |  |  |  |  |  |  |  |  |  |  |  |  |  |  |
| | 27. Sophie Luise of Württemberg                       |  |  |  |  |  |  |  |  |  |  |  |  |  |  |  |
| |                                                       |  |  |  |  |  |  |  |  |  |  |  |  |  |  |  |
| |                                                       |  |  |  |  |  |  |  |  |  |  |  |  |  |  |  |
| | 3. Maria Josepha của Ba Lan                           |  |  |  |  |  |  |  |  |  |  |  |  |  |  |  |
| |                                                       |  |  |  |  |  |  |  |  |  |  |  |  |  |  |  |
| |                                                       |  |  |  |  |  |  |  |  |  |  |  |  |  |  |  |
| | 28. Leopold I của Thánh chế La Mã                     |  |  |  |  |  |  |  |  |  |  |  |  |  |  |  |
| |                                                       |  |  |  |  |  |  |  |  |  |  |  |  |  |  |  |
| |                                                       |  |  |  |  |  |  |  |  |  |  |  |  |  |  |  |
| | 14. Joseph I của Thánh chế La Mã                      |  |  |  |  |  |  |  |  |  |  |  |  |  |  |  |
| |                                                       |  |  |  |  |  |  |  |  |  |  |  |  |  |  |  |
| |                                                       |  |  |  |  |  |  |  |  |  |  |  |  |  |  |  |
| | 29. Eleonore-Magdalena of Neuburg                     |  |  |  |  |  |  |  |  |  |  |  |  |  |  |  |
| |                                                       |  |  |  |  |  |  |  |  |  |  |  |  |  |  |  |
| |                                                       |  |  |  |  |  |  |  |  |  |  |  |  |  |  |  |
| | 7. Maria Josepha Benedikta của Áo                     |  |  |  |  |  |  |  |  |  |  |  |  |  |  |  |
| |                                                       |  |  |  |  |  |  |  |  |  |  |  |  |  |  |  |
| |                                                       |  |  |  |  |  |  |  |  |  |  |  |  |  |  |  |
| | 30. John Frederick, Duke of Brunswick-Lüneburg        |  |  |  |  |  |  |  |  |  |  |  |  |  |  |  |
| |                                                       |  |  |  |  |  |  |  |  |  |  |  |  |  |  |  |
| |                                                       |  |  |  |  |  |  |  |  |  |  |  |  |  |  |  |
| | 15. Wilhelmina Amalia of Brunswick                    |  |  |  |  |  |  |  |  |  |  |  |  |  |  |  |
| |                                                       |  |  |  |  |  |  |  |  |  |  |  |  |  |  |  |
| |                                                       |  |  |  |  |  |  |  |  |  |  |  |  |  |  |  |
| | 31. Benedicta Henrietta of the Palatinate             |  |  |  |  |  |  |  |  |  |  |  |  |  |  |  |
| |                                                       |  |  |  |  |  |  |  |  |  |  |  |  |  |  |  |
| |                                                       |  |  |  |  |  |  |  |  |  |  |  |  |  |  |  |